# Wilfried Grolig
Wilfried Grolig (* 15. März 1949 in Friedberg (Hessen)) ist ein ehemaliger deutscher Diplomat, der unter anderem von 2007 bis 2010 Botschafter in Finnland sowie danach zwischen 2010 und 2014 Botschafter in Brasilien war.

## Leben
Nach dem Abitur studierte er zwischen 1968 und 1973 Rechtswissenschaften und legte anschließend das Erste Juristische Staatsexamen ab sowie nach Beendigung des juristischen Vorbereitungsdienstes 1977 das Zweite Staatsexamen.
1978 trat er in den Diplomatischen Dienst ein und fand nach Beendigung der Attachéausbildung zunächst von 1980 bis 1983 Verwendung an der Botschaft in Zaïre sowie anschließend in Marokko. Nach einer Tätigkeit in der Zentrale des Auswärtigen Amtes von 1986 bis 1988 war er Mitarbeiter der Ständigen Vertretung bei den Vereinten Nationen in New York City. 1992 kehrte er wieder in die Zentrale des Außenministeriums zurück und war dort bis 1995 Stellvertretender Referatsleiter.
Nach der Teilnahme an einem Lehrgang der Firma Siemens in München war er von 1995 bis 1998 Ständiger Vertreter des Botschafters in Indonesien sowie anschließend Referatsleiter im Auswärtigen Amt. Nach einer Tätigkeit als Unterabteilungsleiter in der Zentralabteilung von 2001 bis 2002 war er zwischen 2002 und 2007 als Ministerialdirektor der Leiter der Abteilung Kultur und Bildung des Auswärtigen Amtes und damit verantwortlich für die Auswärtige Kulturpolitik.
2007 wurde er Nachfolger von Hanns Heinrich Schumacher als Botschafter in Finnland und übergab dieses Amt 2010 an Peter Scholz.
Er selbst wurde 2010 als Nachfolger des in den Ruhestand getretenen Friedrich Prot von Kunow zum Botschafter der Bundesrepublik Deutschland in Brasilien ernannt. 2014 wurde er in den Ruhestand versetzt und als Botschafter in Brasilien von Dirk Brengelmann abgelöst, der zuvor Sonderbeauftragter für Cyber-Außenpolitik im Auswärtigen Amt war.